# Xipholena
Genre
Xipholena est un genre d'oiseaux de la famille des Cotingidae.

## Liste des espèces
Selon la classification de référence du Congrès ornithologique international (version 7.3, 2017) :
- Xipholena atropurpurea (zu Wied-Neuwied, 1820)
- Xipholena lamellipennis (Lafresnaye, 1839)
- Xipholena punicea (Pallas, 1764) - Cotinga pompadour